# Synthetonychia oparara
Synthetonychia oparara är en spindeldjursart som beskrevs av Forster 1954. Synthetonychia oparara ingår i släktet Synthetonychia och familjen Synthetonychidae. Inga underarter finns listade i Catalogue of Life.